# Мисс Чехия
Мисс Чехия  (чеш. Česká Miss) — национальный конкурс красоты, проходящий в Республике Чехии с 2005 года, победительницы которого участвуют в конкурсах Мисс Вселенная и Мисс Земля и других международных конкурсах. С 2010 года также участвуют и в конкурсе Мисс Мира. Первой победительницей конкурса была Michaela Maláčová, Мисс Чехословакия 1991, которая также получила титул Мисс Маркетинг s.r.o. 

## Участницы конкурса Мисс Вселенная

### Официальная Мисс Чехия
| Год  | Участница             | Результат |
| ---- | --------------------- | --------- |
| 2005 | Катерина Смейкалова   |           |
| 2006 | Рената Лагманнова     |           |
| 2007 | Люси Хадасова         | Топ 15    |
| 2008 | Элишка Бучкова        | Топ 15    |
| 2009 | Ивета Лютовская       | Топ 10    |
| 2010 | Йитка Валкова         | Топ 15    |
| 2011 | Йитка Новачкова       |           |
| 2012 | Тереза Хлебовская     |           |
| 2013 | Габриэла Кратохвилова |           |
| 2014 | Габриэла Франкова     |           |
| 2015 | Николь Швантнерова    |           |
| 2016 | Андреа Бездекова      |           |
| 2017 | Михаела Хабанова      |           |
| 2018 | Леа Штефличкова       |           |
| 2019 | Барбора Ходачова      |           |
| 2020 | Клара Ваврушкова      |           |
| 2021 | Каролина Кокешова     |           |
| 2022 | Сара Микуленкова      |           |
| 2023 | Ванеса Шведова        |           |

## Участницы конкурса Мисс Земля

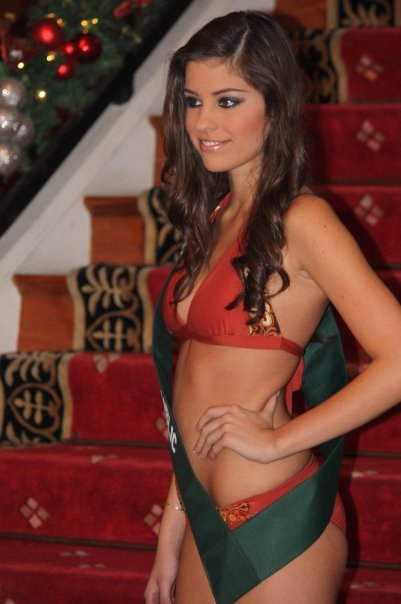
Премия Фотогеничность, Тереза Будкова

| Год  | Участница            | Результат                       |
| ---- | -------------------- | ------------------------------- |
| 2005 | Жужана Степановская  | Топ 16                          |
| 2006 | Петра Сукупова       | Топ 8                           |
| 2007 | Ева Черешнякова      | Топ 16                          |
| 2008 | Хана Свободова       | Топ 16                          |
| 2009 | Тереза Будкова       | Мисс Фотогеничность             |
| 2010 | Кармен Юстова        | Топ 14                          |
| 2011 | Шарка Цойоцарова     | Лучшая в купальниках            |
| 2012 | Тереза Файксова      | Мисс Земля 2012                 |
| 2013 | Моника Леова         |                                 |
| 2014 | Никола Буранская     | Мисс Пласента                   |
| 2015 | Каролина Малишова    | Топ 16                          |
| 2016 | Кристина Кубичкова   |                                 |
| 2017 | Ива Учитилова        | Топ 8                           |
| 2018 | Тереза Криванкова    |                                 |
| 2019 | Клара Ваврушкова     | Мисс Земля — Вода (2 Вице-Мисс) |
| 2021 | Адела Штроффекова    | Топ 20                          |
| 2022 | Анежка Хералека      | Топ 20                          |
| 2023 | Кристина Павловичова |                                 |

## Участницы конкурса Мисс Интернешнл
| Год  | Участница            | Место                   |
| ---- | -------------------- | ----------------------- |
| 2007 | Лилиан Сара Фишерова | Полуфиналистка (Топ-16) |
| 2008 | Анета Сыхрова        | 2-е место               |
| 2009 | Зина Жцовичкова      |                         |